# Milena Rudnîțka
Milena Ivanivna Rudnîțka (în ucraineană Мілена Іванівна Рудницька; n. 15 iulie 1892, Zboriv, Regatul Galiției și Lodomeriei, Austro-Ungaria – d. 29 martie 1976, München, RFG) a fost o educatoare, activistă pentru drepturile femeilor, politiciană și scriitoare ucraineană. Una dintre cele mai influente voci din perioada interbelică a conducerii mișcării femeilor galițiene, a publicat articole în diverse periodice. Ca membră a Seimului Poloniei între 1928 și 1935, a adus în atenția scenei internaționale problemele de opresiune din partea autorităților guvernamentale, inclusiv eforturile regimului polonez de a reprima cultura minorității ucrainene și negarea foametei din Ucraina de către regimul sovietic în timpul Holodomorului. Odată cu ocupațiile sovietică și nazistă ale Ucrainei, Rudnîțka a fugit din țară și a rămas în exil pentru tot restul vieții, publicând cărți și articole în timp ce se muta prin Europa și Statele Unite.

## Biografie
Milena Rudnîțka s-a născut pe 15 iulie 1892 în Zboriv, Galiția, în Imperiul Austro-Ungar, din Olga (născută Ida Spiegel) și Ivan Rudnîțkîi. Al treilea copil și singura fiică din familia de intelectuali. Tatăl Milenei Rudnîțka provenea din nobilimea ucraineană și, după ce a terminat dreptul la Universitatea din Lviv, a lucrat ca notar în vestul Ucrainei. Mama ei provenea dintr-o familie de comercianți evrei galițieni. Uniunea lor fusese opusă de ambele familii, iar cuplul a amânat căsătoria aproape un deceniu, deoarece nimeni nu se putea căsători înainte de vârsta de douăzeci și patru de ani fără consimțământul părinților. Când Ida a plecat de acasă, s-a convertit la creștinism și și-a schimbat numele în Olga, cei doi s-au căsătorit în cele din urmă și au avut apoi cinci copii: Mykhailo (1889–1975), filolog; Volodymyr (1891–1975), avocat; Milena; Ivan (1896–1995), publicist și eseist; și Antin (1902–1975), compozitor și dirijor al operei din Kiev.
Familia Rudnîțki vorbea poloneză acasă, iar mama ei nu a dobândit niciodată cunoștințe avansate de ucraineană, deși și-a crescut copiii ca naționali ucraineni. Aproape de tatăl ei, Rudnîțka a fost profund afectată de moartea acestuia în 1906, eveniment care a grăbit mutarea familiei la Lviv. A urmat primele lecții acasă, dar apoi a frecventat Gimnaziul Clasic din Lviv și, în 1910, a intrat la Universitatea din Lviv pentru a studia filozofia, absolvind ulterior cu o diplomă de profesor în filozofie și matematică. În timpul Primului Război Mondial, familia a locuit la Viena, unde Rudnîțka a studiat la Universitatea din Viena până în 1917, obținând o diplomă în pedagogie și, deși a început un program de doctorat, nu l-a finalizat.

## Carieră
Rudnîțka și-a început cariera ca jurnalistă la publicația bimensuală „Nașa Meta” (Scopul nostru) în 1918. În anul următor, s-a căsătorit cu Pavlo Lysiak, un avocat și politician care studiase și el la Lviv și locuia în Austria. Până la sfârșitul anului, cuplul a avut singurul lor copil, Ivan, iar casa lor a devenit rapid un loc de întâlnire pentru liderii comunității intelectuale ucrainene care locuiau în Viena. Întoarsă acasă în Galiția, Războiul Polono-Ucrainean dusese la un transfer teritorial către statul polonez și la adoptarea unor politici de suprimare a populațiilor minoritare. Deși Rudnîțka susținea mișcarea națională ucraineană, considera că femeilor li se atribuiseră roluri inferioare. A început să-și concentreze atenția pe organizarea femeilor și implicarea lor în creșterea conștiinței civice a națiunii ucrainene. Întoarsă la Lviv în 1920, Rudnîțka și soțul ei s-au despărțit curând. Fiul ei, crescut în familia sa, a adoptat ulterior numele ei de familie.
Rudnîțka a devenit una dintre principalele activiste ale Uniunii Femeilor Ucrainene (în ucraineană Союз українок), pe care a ajutat-o să o fondeze în 1920 și, împreună cu alți membri ai conducerii, inclusiv Olena Fedak Sheparovych, Iryna Sichynska, Olga Tsipanovska și altele, a organizat reviste pentru femei, conferințe și cooperative. Cam în aceeași perioadă, în 1921, a început să lucreze la Seminarul Pedagogic și mai târziu a lucrat la Institutul Pedagogic Superior, ambele din Lviv, dar în 1928 a renunțat la predare și și-a dedicat complet atenția problemelor sociale și politice. După ce s-a alăturat Alianței Național Democratice Ucrainene, Rudnîțka a fost aleasă să servească în Seimul Poloniei în 1928 ca reprezentant al partidului, funcție pe care a deținut-o până în 1935. În același an, a fost aleasă președintă a Uniunii Femeilor și a ocupat această funcție până în 1939. Până în 1939, și-a continuat activitatea jurnalistică, publicând în mai multe reviste feministe precum „Femeia” (în ucraineană жінка), „Femeia-cetățean” (în ucraineană Громадянина), „Femeia ucraineană” (în ucraineană Українка) și a editat pagina femeilor din ziarul zilnic ucrainean „Acțiunea” (în ucraineană газета дію).
În Parlament, Rudnîțka a fost o susținătoare fermă a Ucrainei și a criticat autoritățile poloneze pentru suprimarea culturii ucrainene, inclusiv a școlilor și instituțiilor religioase. Servind în comitetele pentru educație și afaceri externe, a ținut numeroase discursuri și era cunoscută ca o oratoare carismatică. În 1931, a fost unul dintre cei trei delegați din Ucraina care au prezentat cazul împotriva oficialilor polonezi la Societatea Națiunilor, numind suprimarea o „campanie de pacificare” pentru a reduce la tăcere populația minoritară ucraineană. A fost, de asemenea, invitată să vorbească despre această problemă la Camera Comunelor Britanică. În timpul foametei din 1932-1933, a fost aleasă vicepreședintă a Comitetului Public de Salvare și a organizat întâlniri cu politicieni, oameni de știință și educatori pentru a aborda problema și a oferi ajutor victimelor foametei. Prin legăturile sale internaționale cu organizațiile de femei, Rudnîțka a fost selectată să caute sprijin internațional și să aducă situația în atenția Ligii Națiunilor.

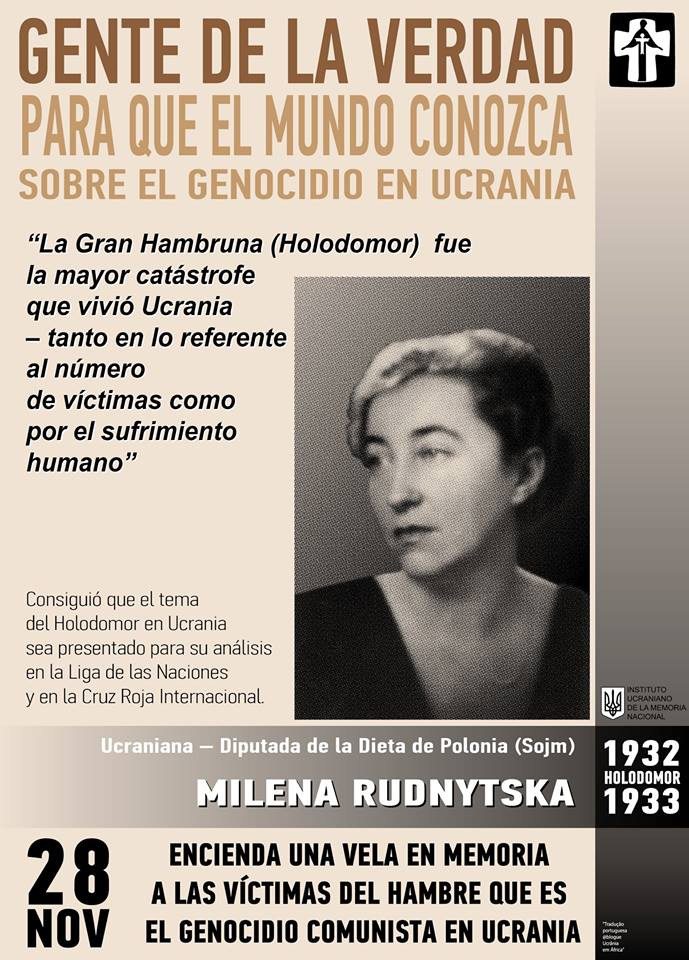
Oameni ai adevărului. Au existat cei care au spus adevărul despre Holodomor. Pentru ca lumea să știe. „Marea Foamete (Holodomor) a fost cea mai mare catastrofă din Ucraina – atât în ceea ce privește numărul victimelor, cât și suferința umană” ~ Milena Rudnîțka, comemorare din 2015 a Holodomorului.

Pe 29 septembrie 1933, la Geneva, s-au întâlnit 14 țări, iar Rudnîțka, împreună cu ceilalți membri ai delegației ucrainene, și-au prezentat constatările despre foamete și nevoia de asistență internațională. După câteva ore, decizia Ligii Națiunilor a fost că foametea era o problemă internă a URSS, care nu era membră a Ligii, și prin urmare nu se va oferi niciun ajutor. Delegația s-a îndreptat apoi spre Comitetul Internațional al Crucii Roșii (CICR) cu o cerere de ajutor. Oficialii CICR au contactat oficialii sovietici pentru a obține aprobarea ca Crucea Roșie să organizeze ajutor internațional pentru Ucraina, dar șeful Societății Sovietice a Semilunei Roșii, Avel Yenukidze, a negat că ar exista vreo foamete în Ucraina. Rudnîțka a vorbit la o altă conferință internațională desfășurată la Viena în decembrie 1933, îndemnând comunitatea internațională să facă presiuni asupra regimului stalinist pentru a recunoaște că există o criză și pentru a permite ajutorul. Negarea a continuat, iar informațiile despre natura și amploarea foametei au fost suprimate. În 1958, cartea Rudnîțkăi, Боротьба за правду про Великий Голод (în română Lupta pentru adevărul despre Marea Foamete), a susținut că foametea a fost rezultatul presiunii organizate de Kremlin pentru a „fractura țăranii ucraineni folosind colectivizarea pentru a înfrâna poporul ucrainean rebel”.
În perioada interbelică, Rudnîțka a fost una dintre cele mai puternice voci din mișcarea femeilor ucrainene. Când Hitler a ajuns la putere în 1933, ea a evaluat schimbările care au fost făcute aproape imediat, restricționând viețile femeilor. Legile adoptate de Al Treilea Reich interziceau femeilor angajarea în serviciul public, impuneau cote pentru numărul de femei care aveau acces la învățământul superior și refuzau admiterea femeilor în profesia de avocat, printre alte schimbări. Ca răspuns la aceste acțiuni, Rudnîțka a scris un articol satiric care a apărut în revista „Vocea Femeii”, caracterizând viziunea regimului asupra femeilor ca fiind monștri, care nu aveau alt scop decât să gătească, să curețe și să nască copii. Într-o perioadă în care femeile ucrainene dezvoltaseră premisa că femeia ideală era una dedicată conștientizării politice și inițiativei sociale, care făcea o alegere conștientă când și dacă ar trebui să aibă loc maternitatea, viziunea germană a provocat rezerve serioase, iar încercările de a organiza școli pentru mame în teritoriile ocupate de germani au fost rezistate. Rudnîțka a ajutat la organizarea Primului Congres al Femeilor Ucrainene în 1934, care a avut loc la Stanyslaviv, iar apoi, în 1937, a fost aleasă președintă a Uniunii Mondiale a Femeilor Ucrainene. La sfârșitul anilor 1930, guvernul polonez a supravegheat îndeaproape membrii Uniunii Femeilor, arestând o parte din conducere și încercând să interzică complet organizația.
În 1939, în timpul invaziei sovietice a Poloniei, regimul a anexat Galiția, forțând activiștii cu orientare națională să fugă. Temându-se de represiunile regimului sovietic, Rudnîțka s-a mutat în Cracovia, aflată sub ocupație nazistă. Mai târziu, în 1940, s-a mutat la Berlin, unde fiul ei își termina studiile, începute deja la Liov. În 1943, a ajuns la Praga, unde și-a publicat cartea „Zakhidna Ukraina pid bolshevykamy” (în română Ucraina occidentală sub bolșevici) în 1944. Continuând să scrie în exil, s-a mutat la Berlin și apoi a condus Comitetul Ucrainean de Ajutor din Geneva între 1945 și 1950. În 1950 s-a mutat la New York City, unde a rămas opt ani, înainte de a se întoarce în Europa, mutându-se mai întâi la Roma și stabilindu-se în cele din urmă la München. Printre cele mai cunoscute publicații ale sale se numără: „Ukraïns’ka diisnist’ i zavdannia zhinochoho rukhu” (în română Realitatea ucraineană și sarcinile mișcării femeilor, 1934), „Don Bosko: Liudyna, pedahoh, sviatyi” (în română Don Bosco: Om, pedagog și sfânt, 1963) și „Nevydymi styhmaty” (în Stigmatele invizibile, 1971).
Rudnytska a murit pe 29 martie 1976 la München și a fost înmormântată pe 2 aprilie 1976 în secțiunea ucraineană a Cimitirului Waldfriedhof de pe Lorettoplatz din München. Rămășițele ei au fost reînhumate la Lviv în 1993, în Cimitirul Lychakiv, alături de alți membri ai familiei. În 1994, Irene Martyniuk a publicat cartea „Milena Rudnytska and Ukrainian Feminism: The Art of the Possible”, evaluând rolul Rudnîțkăi în mișcarea femeilor din Ucraina. În 1998, „Мілена Рудницька. Статті. Листи, документи” (în română Milena Rudnîțka. Articole. Scrisori, documente) au fost editate de Martha Bohachevsky-Chomiak, Miroslava Dyadyuk și Jaroslaw Pelenski și publicate cu sprijinul Uniunii Ucrainenilor Americani.